# Laboratori Echevarne
Laboratori Echevarne és una companyia d'anàlisis clíniques fundada el 1958 a Barcelona per Fernando Echevarne Florence, que va arribar des de Navarra i va començar a realitzar visites mèdiques a domicili. El 2005 va realitzar 17 milions de proves analítiques des de 44 centres a Espanya. El 2015 el grup Echevarne facturaba 100 milions d'euros havent diversificat des del 2010 la seva activitat cap a l'assistència sanitària amb la compra del centre mèdic «La Maestranza» de Madrid, la societat de prevenció «Mas» i la «Clínica Sagrada Família» de Barcelona. Disposa de centres d'extracció a tot Espanya i els seus ingressos provenen en un 95% de la sanitat privada. El 2016 va anunciar la construcció d'una nova seu social a Volpelleres, Sant Cugat del Vallès, on traslladaran els laboratoris i les oficines, amb una inversió de 10 milions d'euros.